# Manchester Trophy 1995
Il Manchester Trophy 1995 è stato un torneo di tennis facente parte della categoria ATP Challenger Series nell'ambito dell'ATP Challenger Series 1995. Il torneo si è giocato a Manchester in Gran Bretagna dal 17 al 23 luglio 1995 su campi in erba.

## Vincitori

### Singolare
Chris Wilkinson ha battuto in finale  Christian Saceanu con il punteggio di 6–4, 6–4

### Doppio
Tim Henman /  Mark Petchey hanno battuto in finale  Massimo Bertolini /  Diego Nargiso con il punteggio di 6–3, 6–4